# The Legendary Pink Dots
Die Legendary Pink Dots (LPD) sind eine anglo-niederländische Experimental-Rock-Formation, die im August 1980 in London gegründet wurde und 1984 nach Amsterdam übersiedelte. Den Kern der Band bildeten bis 2022 Sänger und Mastermind Edward Ka-Spel (der auf der Bühne immer wieder an Risse gemahnende Linien im Gesicht trug) und Keyboarder Phil Knight (besser bekannt als „The Silverman“). Phil Knight stieg 2022 aus. Die aktuelle Besetzung (Januar 2023) besteht aus Edward Ka-Spel, Erik Drost, Randall Frazier, and Joep Hendrikx. Ansonsten gehörten der Band über die Jahre und Jahrzehnte um die drei Dutzend Mitstreiter an. Darunter sind besonders der Violinist Patrick Q. Wright (1984–1989) und der Bassist/Schlagzeuger Ryan Moore (1992–2000) hervorzuheben.
Der Bandname rührt von einem in den Anfangsjahren benutzten Klavier her, auf dessen weißen Tasten mit rosa Nagellack Punkte aufgemalt waren, um Fingerpositionen zu markieren.
The Legendary Pink Dots hatten Live-Auftritte unter anderem auf dem Wave-Gotik-Treffen 1994, 2002, 2006, 2011 und 2016 und dem M’era Luna Festival 2008.

## Stil
In musikalischer Hinsicht bewegen sich die Legendary Pink Dots zwischen sämtlichen Spielarten des Psychedelic Rock der 1960er und der Wave-Musik der 1980er Jahre, zum anderen aber entziehen sie sich jedweder Einordnung. Es dominieren bizarre, avantgardistische Klangcollagen, die aber auch die Gestalt eingängiger Ohrwürmer annehmen können. Es sind Vergleiche mit Syd Barrett und Pink Floyd angestellt worden (insbesondere in Bezug auf die Texte), aber auch Brian Eno und der Krautrock um Can, Neu! und Kraftwerk werden ab und zu genannt. Der Stil der LPD hat sich im Laufe der Jahrzehnte differenziert und variiert, ist aber unverwechselbar geblieben.
Ka-Spels Gesang ist charakteristisch: Er mutet immer wieder überzogen, überzeichnet und überdehnt an, und wird teilweise als Instrument eingesetzt. Die Texte werden teils predigend, teils schreiend vorgetragen und haben ihre eigene, meist düstere oder von düsterem Humor gekennzeichnete Mythologie. Inhaltlich drehen sie sich um apokalyptische oder phantastische Ereignisse, oder aber um groteske Vorfälle in einer scheinbaren Realität. Hierbei wird in erster Linie mit suggestiven Bildern gespielt.
Eine gerne verbreitete Legende besagt, dass die LPD tatsächlich ein Angebot eines größeren Pop-Labels bekommen hätten, es aber über ein Jahr unentdeckt in der Fanpost gelegen hätte.
Obwohl sich die Band nie wirklich im Einzugsbereich des Mainstream befunden hat, verfügt sie inzwischen über eine auf der ganzen Welt angesiedelte Fangemeinde und kann einen Output von weit über 40 Alben aufweisen (wobei einige Frühwerke allerdings auf Kassette erschienen sind). Hinzu kommen mehrere Nebenprojekte, teils Exkursionen auf Solo-Pfaden, teils Kooperationen („Mimir“ oder aber „Tear Garden“ mit cEvin Key von Skinny Puppy, sowie Gastbeiträge bei Nurse With Wound und Andrew Liles).
Trotzdem bittet die Band auf ihrer Website: „Support Your Band“ – allerdings geht es hier im Wesentlichen um Zusendung privater Mitschnitte früherer Konzerte.

## Diskografie
- 1981: Only Dreaming
- 1982: Brighter Now
- 1983: Curse
- 1984: Faces in the Fire (Mini-LP)
- 1984: The Tower
- 1985: Prayer of Aradia
- 1985: The Lovers
- 1985: Asylum
- 1986: Island of Jewels
- 1988: Any Day Now
- 1989: The Golden Age
- 1990: Four Days
- 1990: Crushed Velvet Apocalypse

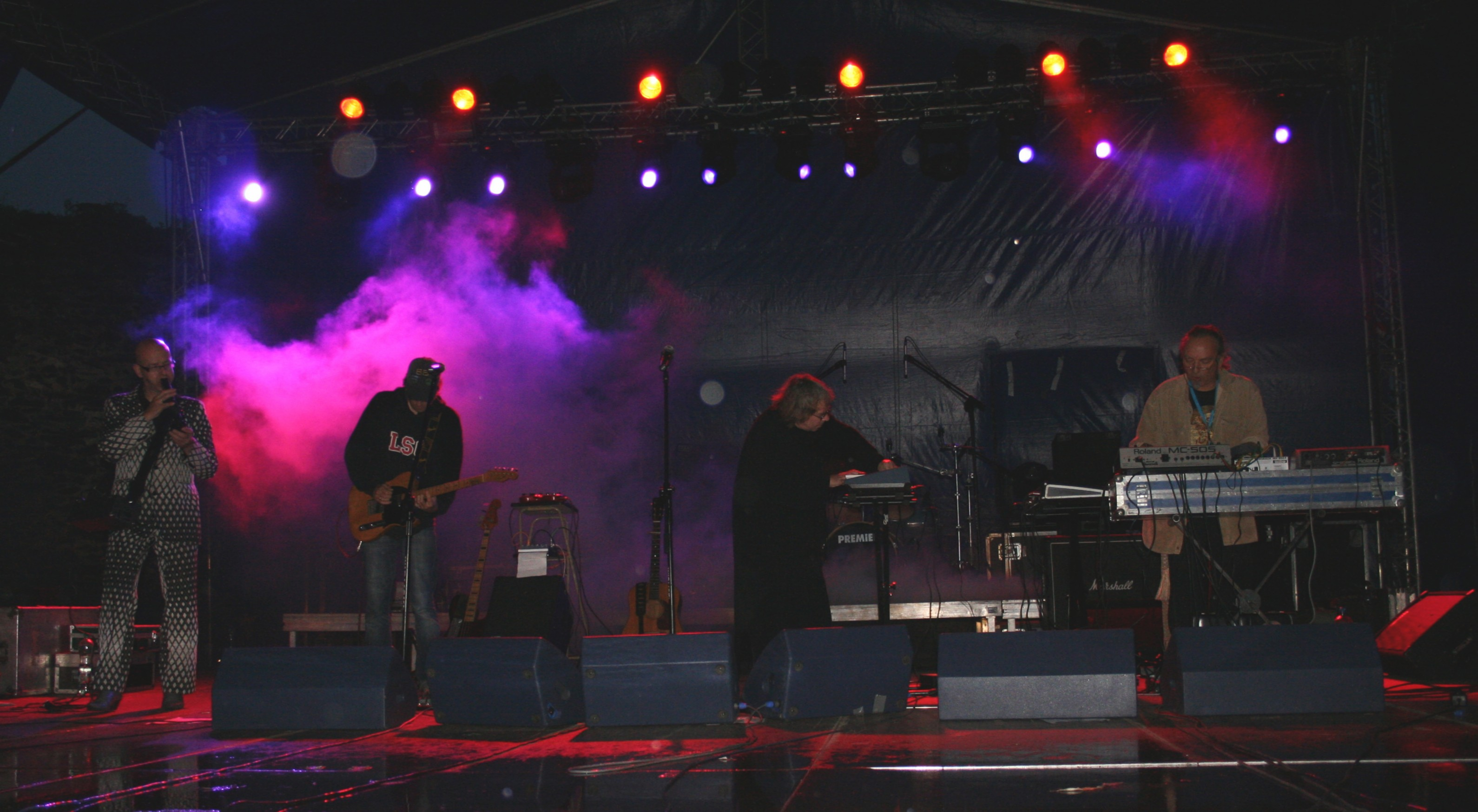
The Legendary Pink Dots auf der Castle Party in Polen (2007)

- 1991: Greetings 9 + Premonition 11
- 1991: The Maria Dimension
- 1992: Shadow Weaver
- 1993: Malachai (Shadow Weaver Part 2)
- 1994: Nine Lives to Wonder
- 1995: From Here You'll Watch the World Go By
- 1997: Chemical Playschool 10
- 1997: Hallway of the Gods
- 1998: Nemesis Online
- 2000: A Perfect Mystery
- 2002: All the King's Horses
- 2002: All the King's Men
- 2004: The Whispering Wall
- 2004: Poppy Variations
- 2006: Alchemical Playschool
- 2006: Your Children Placate You from Premature Graves
- 2008: Plutonium Blonde
- 2010: Seconds Late for the Brighton Line
- 2012: The Creature That Tasted Sound
- 2012: Chemical Playschool 15
- 2013: Taos Hum
- 2013: The Curse of Marie Antoinette
- 2013: The Gethsemane Option
- 2014: 10 to the Power of 9, Vol. 1
- 2014: 10 to the Power of 9, Vol. 2
- 2015: The Seismic Bleats of Quantum Sheep
- 2016: Pages of Aquarius
- 2019: Angel in the Detail
- 2022: The Museum of Human Happiness
- 2022: The 13th Step